# Australopithecus africanus
3= Sterkfontein.
Australopithecus africanus es una especie extinta de hominino de Sudáfrica. Su nombre significa «mono del sur de África». Los primeros restos fósiles, el cráneo de un niño conocido como el niño de Taung, fueron descubiertos en 1924 por Raymond Dart en Taung, Sudáfrica, pero no fue tomado en cuenta hasta 30 años después. Posteriores descubrimientos se realizaron en Sterkfontein y Makapansgat.
La biocronología (estimación de la edad biológica) de la especie abarca desde el Piacenziense (Plioceno superior) al Gelasiense (Pleistoceno inferior), aunque las edades absolutas son difíciles de determinar por las características de los yacimientos. Algunas fuentes barajan cifras desde menos de 3 millones de años de antigüedad hasta más de 2 millones; otras lo datan entre 3,3 y 2,5 millones de años

## Características
El Au. africanus era anatómicamente similar al Au. afarensis, con una combinación de rasgos humanos y simiescos. En comparación con el Au. afarensis, el Au. africanus tenía un cráneo más redondeado que albergaba un cerebro más grande y dientes más pequeños, pero también tenía algunos rasgos simiescos, como brazos relativamente largos y una cara fuertemente inclinada que sobresalía por debajo de la caja del cerebro con una mandíbula pronunciada.  Al igual que Au. afarensis, la pelvis, el fémur (parte superior de la pierna) y los huesos del pie de Au. africanus indican que caminaba de forma bípeda, pero los huesos de los hombros y las manos indican que también estaban adaptados para trepar. Es decir, como otros Australopithecus, A. africanus tenía una marcha bípeda, aunque aún conservaba costumbres arborícolas. 
Su peso promedio era de 41 kg para los machos y de 30 kg para las hembras, con una estatura de 1,50 m.

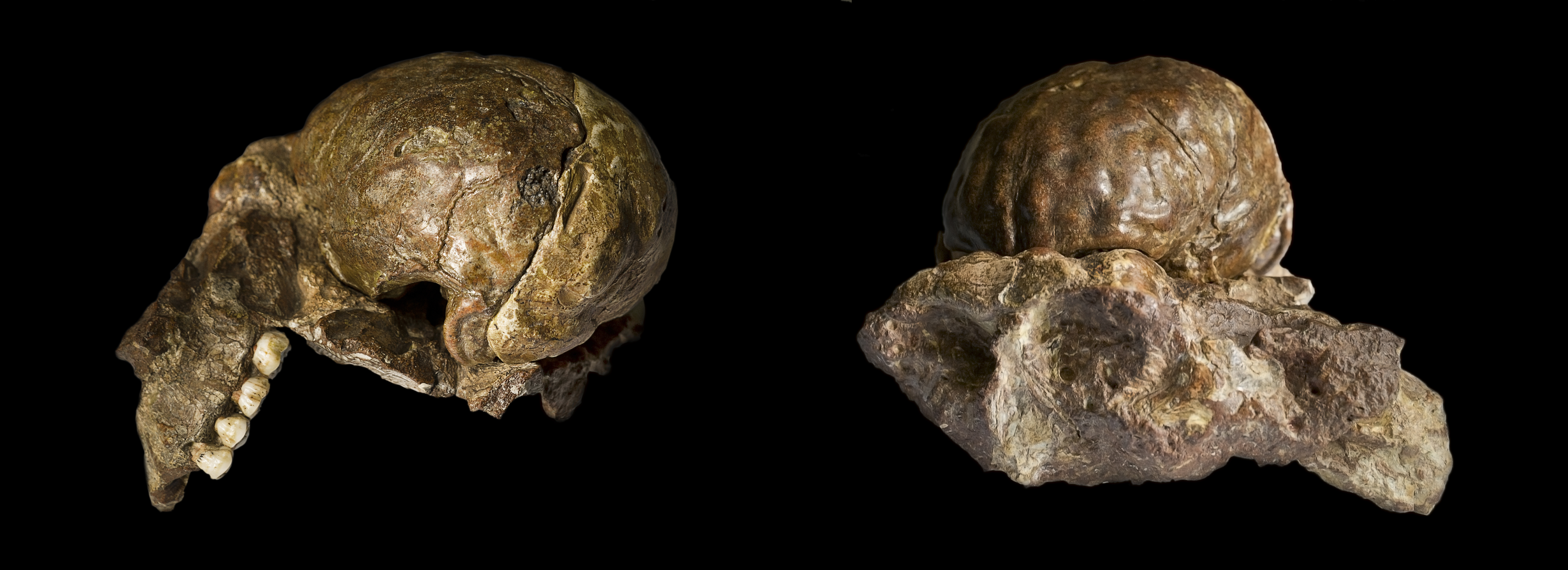
Australopithecus africanus

Su capacidad craneal es de 480 cm³ a 520 cm³, muy por debajo de los 1500 cm³ del ser humano actual. Su caja craneal es más alta y redondeada que la de los antropomorfos, y su esqueleto postcraneal es similar al de Australopithecus afarensis.
Su cara es más corta. Presenta menor prognatismo (la mandíbula está adelantada con respecto al maxilar), unido a un menor tamaño de piezas dentales.
Sus piezas dentales no se diferencian mucho de las del humano. Los caninos eran pequeños, sin sobresalir como en los antropomorfos, y los incisivos eran tan pequeños como los nuestros. Recientes estudios han demostrado que podía partir semillas y frutos secos grandes con sus dientes, lo que le habría dado una gran ventaja en épocas de escasez de otros alimentos más blandos.
También es importante mencionar que desaparece el diastema (separación entre incisivos), o es muy escaso.
Por tanto, notamos una reducción de caninos e incisivos y hay un mayor énfasis de la masticación en el resto de la dentadura.
Otro punto importante es el dimorfismo sexual.